# The Poor Nut

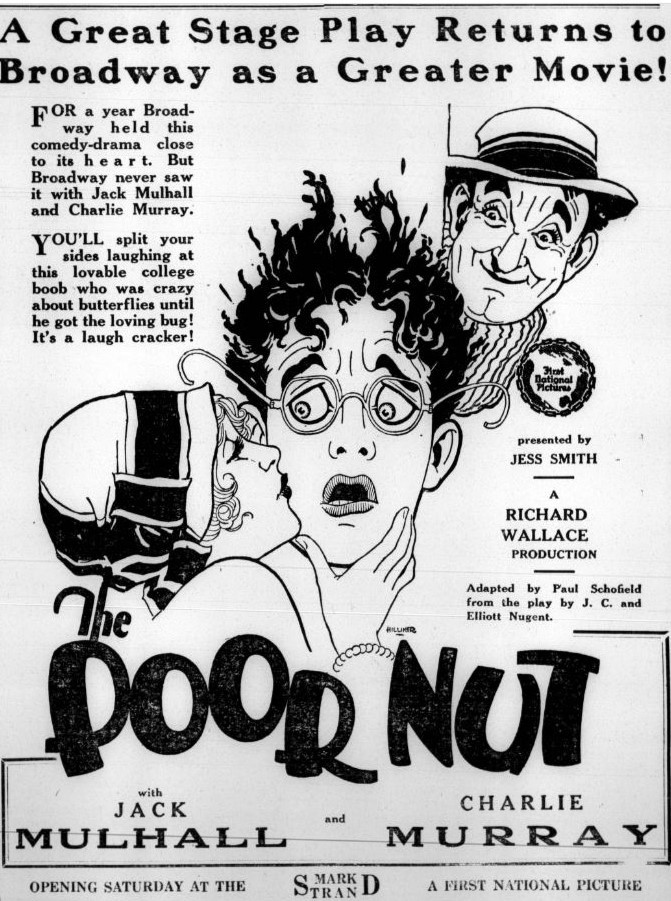
Annonce pour le film dans Variety.

The Poor Nut est un film américain réalisé par Richard Wallace et sorti en 1927.

## Synopsis
John Miller, étudiant au Harmon College, souffre d'un complexe d'infériorité et, bien que lauréat d'un prix, il aspire à appartenir à l'équipe d'athlétisme. Dans ses lettres à Julia, étudiante au Beldon College, il se vante cependant de ses prouesses athlétiques, suscitant la jalousie de Welch, son rival. Inspiré par Julia, John rejoint l'équipe d'athlétisme et court contre Welch dans une course de relais. Se considérant moins fort que Welch, John perd la course ; mais Margie, qui l'apprécie, convainc John qu'il devrait gagner.

## Fiche technique
- Réalisation : Richard Wallace
- Scénario : Paul Schofield d'après la pièce The Poor Nut de J. C. Nugent, Elliott Nugent[2]
- Photographie : David Kesson
- Production : Jess Smith Productions
- Genre : Comédie dramatique[1]
- Distributeur : First National Pictures
- Durée : 70 minutes
- Date de sortie : 
  - États-Unis : 7 août 1927

## Distribution
- Jack Mulhall : John 'Jack' Miller
- Charles Murray : Doc Murphy
- Jean Arthur : Margie Blake
- Jane Winton : Julia Winters
- Glenn Tryon : Magpie Welch
- Cornelius Keefe : Wallie Pierce
- Maurice Ryan : Hub Smith
- Henry Vibart : Professeur Demming
- Bruce Gordon : Coach Jackson
- William Courtright : Colonel Small
- Paul Kelly : Spike Hoyt